# Charming Sinners
Charming Sinners è un film del 1929 diretto da Robert Milton. La sceneggiatura di Doris Anderson si basa sull'opera teatrale Costanza (The Constant Wife) di W. Somerset Maugham.
Girato muto, il film fu poi sonorizzato venendo distribuito anche in versione sonora.

## Trama
Robert Miles, benché sia sposato con Kathryn, inizia una relazione con Anne-Marie Whitley, la migliore amica della moglie. Per ripicca, Kathryn si lascia corteggiare dal suo ex-fidanzato Kraley. Il marito, quando è costretto ad ammettere di essersi comportato male, resta stupito dal comportamento di Kathryn, razionale e distaccato. Ammirato, lascia perdere l'avventura e torna in seno alla famiglia, chiedendo perdono alla moglie.

## Produzione
Il film fu prodotto dalla Paramount Pictures (con il nome Paramount Famous Lasky Corporation).

## Distribuzione
Distribuito dalla Paramount Pictures, il film venne presentato a New York in versione sonora il 6 luglio 1929, per poi essere distribuito nelle sale cinematografiche USA in versione muta il 17 agosto 1929. Copia del film viene conservata negli archivi della UCLA Film and Television Archive. È stato masterizzato e distribuito in DVD dalla Vintage Film Buff.

### Date di uscita
IMDb
- USA 6 luglio 1929 (New York, versione sonora)
- USA 17 agosto 1929
- Finlandia 8 settembre 1930
- USA 1958 (TV)

Alias
- Charming Sinners USA (titolo originale)
- The Constant Wife UK